# M.2

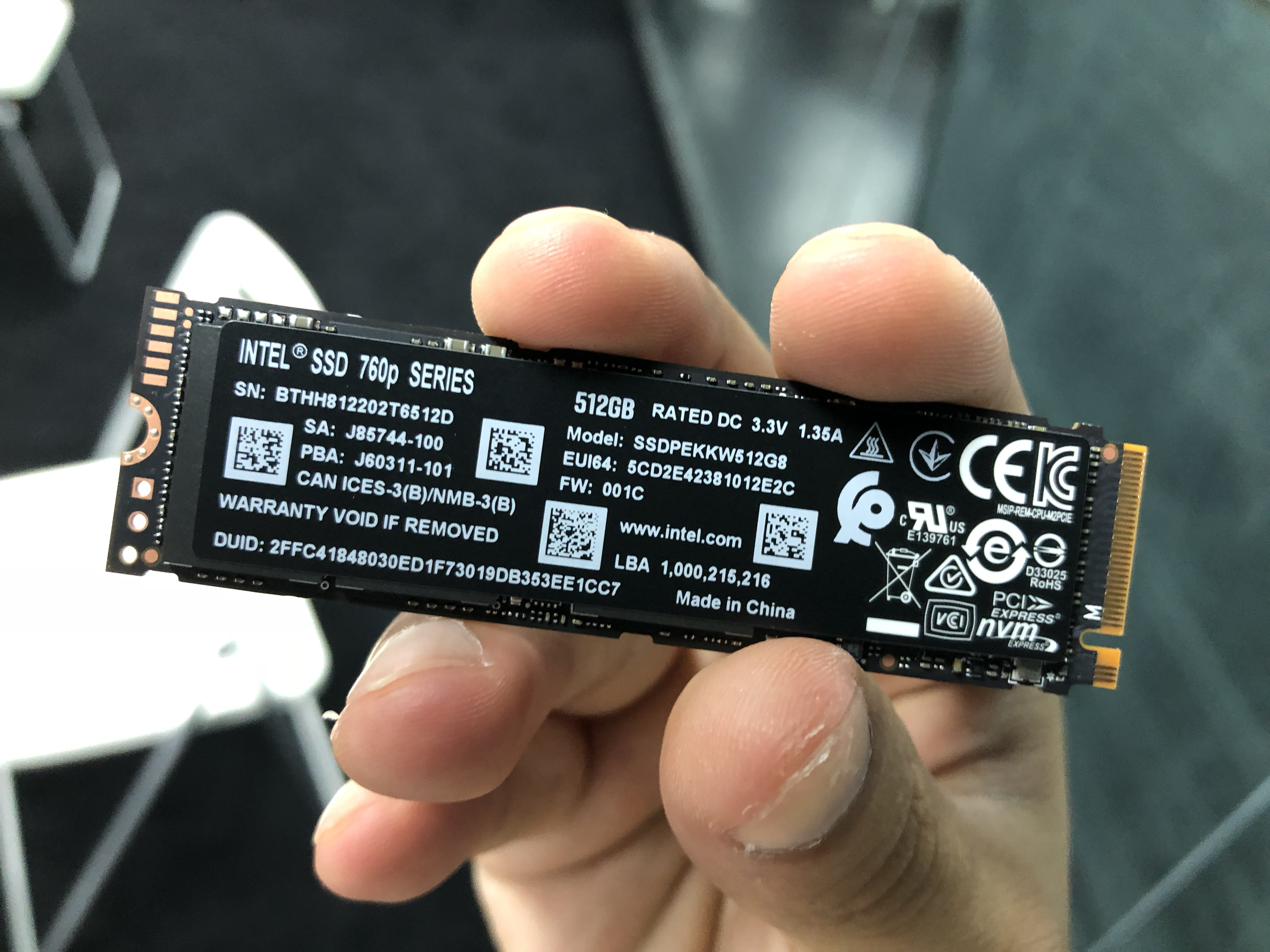
M.2 2280 SSD, 22 mm široké a 80 mm dlouhé, typ M.2 socket 3 (typ M, tj. zářez vpravo).

M.2 (anglicky Next Generation Form Factor, zkratka NGFF) je standard, který definuje rozměry a rozhraní pro připojení rozšiřujících karet k počítači. Nejčastěji je využíváno pro připojení datového úložiště (SSD disky), ale může připojit i karty karet s implementací Bluetooth, Wi-Fi, satelitní navigaci, NFC, digitální rádio, WiGig a WWAN, což je často využíváno v přenosných zařízeních jako jsou notebooky. Na trhu jsou dvě navzájem nekompatibilní varianty: starší M.2 socket 2 (typ B, resp. B key) a novější M.2 socket 3 (typ M, resp. M key), případně kombinovaný typ (B+M). První verze standardu M.2 byla vydána v srpnu 2013 jako součást SATA revision 3.2, předchůdcem byl standard mSATA.

## Charakteristika
Pro připojení k počítači může M.2 používat několik typů sběrnic: PCIe 3.0, SATA 3.0 a USB 3.0. Pro logickou komunikaci s úložišti využívá protokol NVMe nebo starší AHCI.

### Varianty
|                       | M.2 socket 2 | M.2 socket 3  |
| --------------------- | ------------ | ------------- |
| SATA/PCIe x2          | Ano, sdílené | Ano, sdílené  |
| Rychlost PCIe         | ×2           | ×4            |
| Maximální prostupnost | 2 GB/s       | 4 GB/s        |
| Výřez                 | vlevo, typ B | vpravo, typ M |

M.2 je používán ve dvou základních typech. Starší typ B (též Socket 2) je používán pro sběrnici SATA či PCIe ×2 s nižšími přenosovými rychlostmi. Novější typ M (též Socket 3) je používán pro sběrnici PCIe ×4 s vyšší rychlostí s datovou prostupností 4 GB/s jednosměrně.
Standard M.2 definuje moduly šířky 12, 16, 22 a 30 mm, přičemž délka může být 16, 26, 30, 38, 42, 60, 80 a 110 mm. První komerčně uvedené M.2 karty byly 22 mm široké s délkami 30, 42, 60, 80 a 110 mm. Podle rozměrů jsou pak typy označovány jako NGFF 2230 (šířka 22, délka 30 mm), M.2 2230 nebo 2242, 2260, 2280 a podobně.

## Galerie

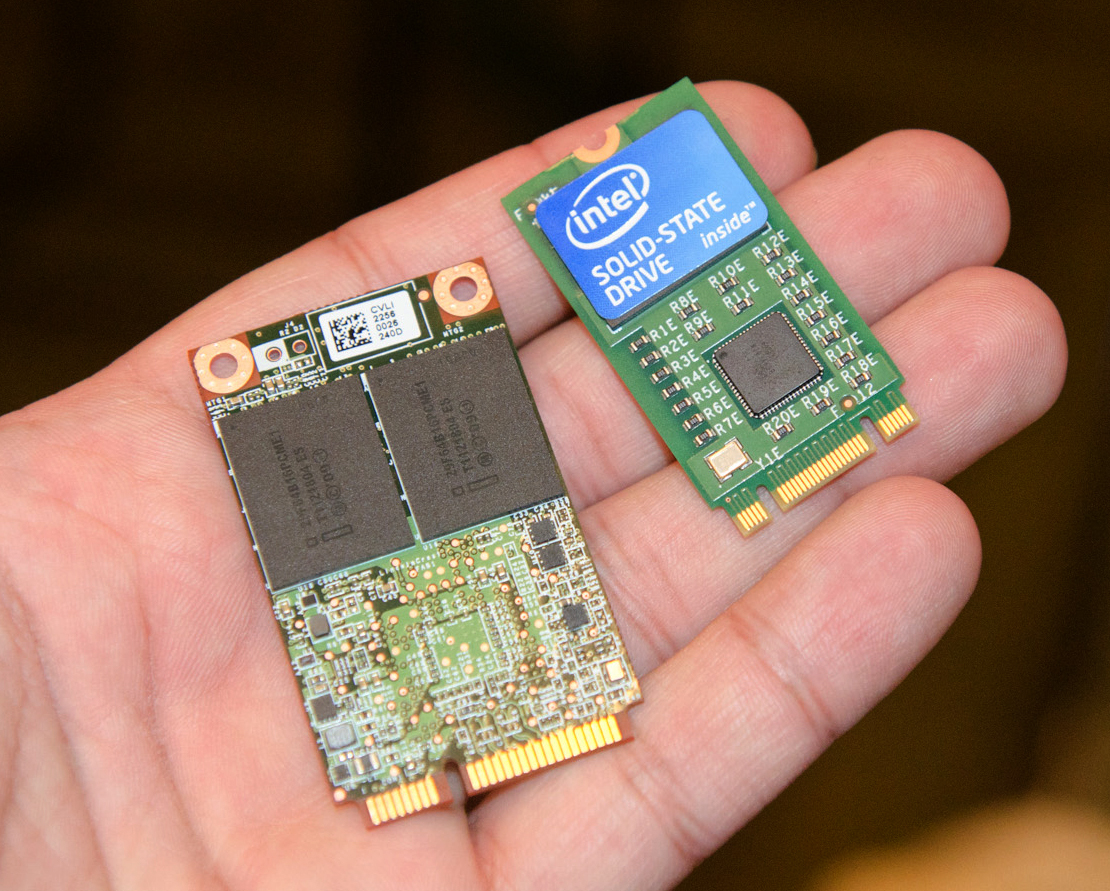
Porovnání velikostí mSATA SSD (vlevo) a M.2 2242 SSD (vpravo).
Výstupky v pozicích B a M a příslušné počty pinů z obou stran.[4]
Architektura SATA Express použitá i pro M.2 podporuje starší SATA i novější PCIe zařízení, která pro komunikaci používají AHCI a NVMe.